# Czynnik bezpośredni
Czynnik bezpośredni, przyczyna bezpośrednia, czynnik proksymatywny, mechanizm – w ewolucjonizmie bezpośrednia przyczyna (mechanizm wyjaśniający istnienie bądź zachodzenie) danego zjawiska. Działając czynnikiem bezpośrednim, można eksperymentalnie wywołać dane zjawisko. W przeciwieństwie do przyczyny ultymatywnej, przyczyna bezpośrednia nie wyjaśnia, z jakich powodów dane zjawisko (np. zachowanie zwierzęcia) wyewoluowało i utrzymuje się. Przykładowo, czynnikiem bezpośrednim prowadzącym do gromadzenia zapasów tłuszczu przez ptaki wędrowne może być skracający się dzień.